# Mingteke (Ort)

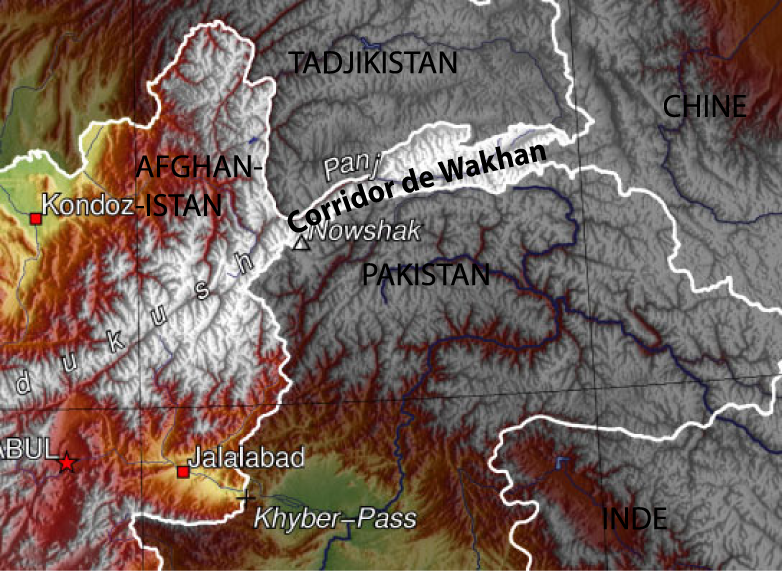
Wachankorridor

Mingteke (明铁盖村,  Míngtiěgài Cūn) ist ein Weiler (自然村) des Dorfes (行政村) Atjayil (阿特加依里村) in der Gemeinde Daftar (达布达尔乡) des Tadschikischen Autonomen Kreises Taschkorgan im Regierungsbezirk Kaschgar des Uigurischen Autonomen Gebiets Xinjiang der Volksrepublik China. Der Ort liegt im Karakorum, unweit des 4.703 m hohen Mingteke-Passes zwischen China, Pakistan und dem Wachankorridor Afghanistans.